# Терскина Ламбина
Терскина Ламбина — пресноводное озеро на территории Кяппесельгского сельского поселения Кондопожского района Республики Карелии.

## Общие сведения
Площадь озера — 2,8 км², площадь водосборного бассейна — 12,1 км². Располагается на высоте 71,4 метров над уровнем моря.
Форма озера продолговатая: оно более чем на два километра вытянуто с северо-запада на юго-восток. Берега каменисто-песчаные, часто заболоченные.
С западной стороны озера вытекает безымянный водоток, впадающий с левого берега в реку Шайдомку, приток реки Елгамки, впадающий в Лижмозеро. Через последнее протекает река Лижма, впадающая в Онежское озеро.
Населённые пункты и автодороги вблизи водоёма отсутствуют.
Код объекта в государственном водном реестре — 01040100611102000018411.